# 精神疾病診斷與統計手冊
（DSM）由美國精神醫學學會出版，是一本在美國與其他國家中最常使用來診斷精神疾病的指導手冊，最新版本为DSM-5-TR，于2022年3月出版。
DSM與國際通用的《國際疾病分類》（ICD, International Statistical Classification of Diseases and Related Health Problems）是相同步的，ICD是國際間經常使用的另一個選擇，兩者比較起來，DSM較為精確，而DSM-I是ICD-6的變型體。DSM與ICD都假設了許多医学概念以及詞彙，且皆述及存在有明確的疾患，而且這些違常可藉一些“診斷準則”而被診斷出來；不同的是，過去ICD系統較著重於疾病描述而非診斷準則，而DSM則強調診斷準則以及互斥性原則。美國醫學會不滿ICD-9的診斷含糊性，因而將ICD-9改編成ICD-9-CM（Clinical Modified，臨床修飾版）以應用於DSM系統上，直到1992年ICD-10出版後其診斷準則及內容力求與DSM-IV內容相符。不過DSM-IV其爭議為某些疾病分類系統的實用性︰如某些疾患是否有必要「勉强」獨立分類出來、以及診斷方式︰如該使用「診斷類別」或「診斷向度」（英語：dimensional）遭受某些精神健康專家及其他人的質疑。對此，美國精神醫學會於DSM-IV緒論說明將某些疾患分類出來可以刺激其疾患研究性、而在診斷方式上使用“類別法”可以較明確讓精神疾患互斥而非造成重疊診斷的後果，不過在第五軸診斷（Axis-V）的「整體評估功能量表」（Global Assessment of Function Scale，GAF）則採用“向度法”。
為了補足DSM以及ICD系統以及其它診斷系統如國際損傷、功能及障礙分類系統（International Classification of Impairments, Disabilities and Handicaps，簡稱ICIDH/ICIDH-II）只偏向於疾病診斷而無法對疾病如精神疾患及生理疾病進行整體功能評估，因而1999年在美國召開《國際健康功能與身心障礙分類系統》（International Classification of Functioning, Disability and Health，簡稱ICF）會議，而2002年又於澳洲召開ICF世界會議，而此後時常召開會議並邀請各衛生、社工、心理等相關專業人員進行編制，截至2013年為止仍尚在編輯中。而台灣則是第一個開始使用ICF進行精神疾患以及其它生理疾病需求評估的地區；而DSM-5則是參考ICF架構編制而成。
自從出版以來，DSM歷經五次改版（II、III、III-R、IV、IV-TR）。DSM-5已於2013年5月18日在美國出版，此本書的特點在於參考ICF架構之功能評估而不僅僅是診斷疾病，對某些精神疾病疾病提高其「診斷特異性」標準（也就是診斷準嚴格要求排除真正沒有精神疾病的人）且降低其「診斷敏感性」（亦即某些可能有精神疾患前驅症狀不再被確診為「疾患」），除此之外DSM-5嘗試使用自閉症光譜系統，疾患將不再只是「類別分類」。
DSM-IV-TR警告道，由於DSM專為精神健康專家而設，所以若被缺乏臨床訓練的人們使用，則有可能會導致對其內容的不適當應用。DSM的編輯們建議一般大眾應在只為取得資訊的情況下參閱DSM，而不要妄作診斷，而且，可能有精神違常的人們應轉向精神病學的諮詢或治療。除此之外，DSM系統亦說明此本書不做為司法診斷用，然而卻可以做為精神科醫師或臨床心理師對於罪犯出庭接受法院訊問時供做資料參考之一部分。最後，對於某些術語DSM-IV-TR仍強調使用「患者」（如酒癮患者，代表該病人並不願意自發性地罹患酒癮）而非「酒癮者」（代表該病人本身就喜歡酒精成癮）。

## 發展
根據DSM-IV/DSM-IV-TR序言，DSM之所以被發展出來，一開始是由於美國二戰後退伍軍人症候群在門診上的表現，因而提供更多客觀的詞彙給精神病學研究，而將ICD-6改編為DSM-I。在DSM出版之前，精神病學家之間的溝通並不統一，尤其是在不同的國家之間，因此建立特定判準亦是為試圖使有關精神健康的研究更為容易。然而多軸系統的設立直到DSM-III才發展出來，以因應產生對於病患之更完整的圖像，而不僅僅是簡單的診斷。
根據DSM-IV/DSM-IV-TR序言，DSM-I的出現時字詞充滿「反應行為」（reaction），且理論根據為Adolf Meyer所主張的「精神疾患即患者人格對於心理、社會、及生物因素的反應」。而DSM-II則修飾精神疾患的描述以及增加精神疾患的診斷，然而「反應行為」觀點卻仍保留著。直到1980年DSM-III出版後試圖以客觀、中立的方式而擺脫各種病因學的理論與說法，而只著重於描述精神疾患的症狀；因此，DSM的內容並沒有反應關於心理病理學（psychopathology）的議題的所有意見、比如情緒困境（emotional distress）及社會功能（social functioning）。而且關於那些診斷準則與分類，也沒有完全客觀的、生物可驗證性（verifiable）。如Peterson在其著作「變態心理學」（Abnormal Psychology）中引述Alloy（1989）的觀點，認為精神疾病的分類應該按照病源來分類，而不是將憂鬱症全部分在一科而不管病源為何，Peterson又引用Vaillant（1984）的觀點，認為就像把一堆喉嚨痛症狀全湊在一起而不管是感冒還是喉嚨炎，不是很可笑嗎？對此，DSM-IV以及TR版本不斷強調病因學的問題容易牽涉到詮釋權、研究方法以及診斷類別的廣泛性錯綜問題。而這些診斷準則以及它們被臨床醫師應用的方式在某種程度上又會隨著文化差異影響，且必須週期性地被修改以反映當代的社會地景（social landscape）。又「精神違常」的觀點常隨著時間而改變，例如在1973年的精神病學表決之前，同性戀被列在DSM中，當作可診斷的精神疾病，直到因應社會運動以及人們對於同性戀觀念逐漸改變才去汙名化。
從DSM-IV的發展開始，先回顧過去的文獻資料，然而由於許多文獻不是過期的觀念、就是資料不足，故文獻回顧的作用並不大。而DSM-IV工作小組則又系統性地檢驗各理論以及其它實驗室數據，而若有大量數據顯示診斷準需變更，則診斷準則的陳述又比DSM過去版本更為簡潔；然而被認為是「應該刪除的疾患」卻發現過去文獻具有相當高的信度（reliability）者則列在DSM-IV準則之相關議題、或列入附錄中做為以後研究之參考（如女性經前不悅症）。除此之外，在過往DSM-III-R版無法診斷或未註明之疾患經由重新重新調查後，若是已被ICD-10納入者則優先納入考慮DSM-IV，次之則是有最新大量的研究數據顯示其一致性高者、最後才將DSM-III-R版本無法診斷的疾患列入DSM-IV之「其它未註明之疾患」以做為後續研究用。最後進行田野試用，分別在不同國家、社會文化背景進行調查，直到確認該診斷準在不同背景具有一致性便正式納入DSM-IV正式版本。DSM-IV-TR則又修改一些診斷實用性遭質疑的疾患：如急性壓力症候群（Acute Stress Disorder,簡稱ASD）及創傷後壓力症候群（Post-traumatic Stress Disorder，簡稱PTSD），在DSM-IV僅在於ASD事發後三個月便可改診斷為PTSD，而在TR版則於ASD上又增加「三個月內必須出現解離性行為」以便跟PTSD「或重複出現解離性行為」區別開來。

## 簡史
- 第一版（簡稱為DSM-I）於1952年出版[12]，為因應退伍軍人症候群而將ICD-6改編而成。當中列有60種不同的精神疾病。
- DSM-II於1968年出版。

以上這兩版大量受到心理動力學方法的影響，因而時常出現精神分析學派的術語。在這兩版中所謂正常與非正常之間並沒有一個準確的區別，且沒有診斷準則（Criteria）而是使用描述性語句，所有的精神疾病都被視為一種對環境事件的反應，故精神疾病存在於一整個行為連續光譜之上。因此，每個人多多少少都有非正常的部份。那些不正常部份越嚴重的人，在功能運作上就擁有越多的困難。
前面幾版的DSM對精神病與精神官能症作了一個區分。精神病是一種嚴重的精神疾病，其特色為與現實脫離。精神病通常會有幻覺、妄想與非邏輯性思考。精神官能症是一種比較輕微的精神疾病，其特色為將現實扭曲，但並沒有完全與現實脫離。精神官能症通常會有焦躁與憂鬱。
- 第三版（簡稱為DSM-III）於1980年出版，放棄了心理動力學觀點，改而使用一套較中立客觀的醫療模式為主要診斷方法，使正常與不正常之間有了一個明確的區分。DSM變成了一個「非理論性」的手冊，而它不探討精神疾病的成因。

1980年版出版DSM-III后，传统的对精神官能症/神經症和精神病的劃分就被取消了。精神官能症（neurotic disorders）或称为神经症，最初指相对较为普通的心理问题，个体没有脑异常的迹象，没有表现出廣泛的非理性思维，没有违反基本的规范，但体验到主观的痛苦或自我挫败的模式或不适当的应对策略。精神病性（psychotic disorders）或精神病，被认为在性质和严重程度上有别于神经性障礙，精神病患者的行为非常显著地偏移了社会规范，还伴有深度的理性思维和一般情感过程的混乱。然而刪除了理論根據後，一些心理學家則批評DSM系統只是一堆醫學術語而沒有醫學「根據」。
- 第三版的修訂版（簡稱為DSM-III-R）於1987年出版[15]。
- 第四版（簡稱為DSM-IV）於1994年出版，包括297种疾患[16][17]。
- DSM-IV的修訂版（簡稱為DSM-IV-TR修訂版），於2000年出版[18]。
- 第五版（簡稱為DSM-5）原本計畫2010年就出版，然而在診斷準則不斷進行修訂，直到2012年12月才將資料修訂完畢[19]。而美國精神醫學會於2013年5月18日終於正式公佈DSM-5版本[20]。DSM-5已刪除五軸診斷，並且註明各種病因學已供跨領域人員研究及使用。
- DSM-5的修訂版（簡稱DSM-5-TR）於2022年3月出版，更新了診斷標準和ICD-10-CM代碼。[21]其中描述了一種新疾病：長期悲傷障礙。也發布了用來標記和監測自殺行為的新代碼，讓任何學科的臨床醫生無需其他診斷就可以運用。[22]DSM-5-TR更全面更新了手冊介紹和使用說明，可指導讀者如何使用手冊並替重要術語提供脈絡說明。[22]診斷標準和症狀陳述的更動有：自閉症譜系、第一型雙相情緒障礙症、第二型雙相情緒障礙症、DSM-5替代版模型（人格障礙或短期輕度躁鬱症發作）等等。[23]內文修訂處還有：智能障礙、妄想症、分裂性情緒失調症、急性壓力症候群、身心性疾病等等。[23]

## DSM-IV-TR版本系統
DSM-IV的修訂版（簡稱為DSM-IV-TR修訂版），於2000年出版。

### 五轴式诊断系统
DSM在第四修訂版中將精神病學的診斷系統化為五個軸向：
- 第一軸：臨床疾患（指精神或心理疾患），可能為臨床關注焦點、以及患者因精神疾患而表現出顯著的痛苦而主動求醫之現象，用來報告各種疾患或狀況，唯人格疾患及智能不足除外[24]。常見的第一軸違常包括憂鬱、焦慮、躁鬱症、過動症、與精神分裂(2014年後改為思覺失調症)。
- 第二軸：人格疾患及智能不足[24]。常見的第二軸違常包括邊緣型人格異常、分裂型人格異常、反社會型人格異常、自戀型人格異常，以及心智遲緩智能障礙。
- 第三軸：紀錄了一般醫學狀況，能以許多方式與精神疾患產生相關性[24]。例如：甲狀腺機能亢進、中風、腦創傷而可能導致精神異常。
- 第四軸：用以紀錄現行患者的心理社會及環境問題[24]。通常診斷紀錄為簡潔扼要描述現行患者遇到的問題，如「人際關係不良」、「長期失業」等簡單描述即可。
- 第五軸：對社會功能之整體評估[24]。使用的工具為GAF（Global Assessment of Functioning Scale），由1到100分。患者於GAF量表中若分數低於50分則稱「住院指數」，代表患者精神狀況已嚴重到需強制住院或強制矯治；若低於20分，則被診斷為「監獄指數」或「自殺指數」，代表患者有嚴重地違反社會行為而必須坐牢、或已經嚴重到會產生自殺且無法照顧自己的現象；若指數為0分，則通常意味著該患者為遊民、或是找不到家屬的患者。以下為GAF評估切斷點︰

- 100—91 廣泛範圍的活動功能都極好，「看來」從未有什麼生活問題，因為擁有許多良好特質而為他人樂於親近，沒有症狀。
- 90—81  無或極少症狀（如考試前輕微焦慮），各方面功能良好，對生活大致還算良好，不會因為日常問題或擔憂事務而造成困擾（如偶爾與家庭成員爭吵。）
- 80—71  可預期式對壓力源產生的情緒反應（如在家庭爭執後難以專心），有些輕微的社會或職業功能損害（如執勤時有些恍惚）。
- 70—61 已有輕微症狀（如失眠及心情低落），並且造成社會或職業功能的些許損害（如偶爾開始有偷竊、或是曠職逃學等），但大致功能還算良好。
- 60—51 中等的症狀（如平板的情感及說話繞圈子，偶爾有恐慌發作），或在社會、職業功能中有中度困難（如朋友少、與同儕團體時常爭吵）。
- 50—41 從以下指數稱為「住院指數」，代表症狀嚴重需住院或強制矯治（如自殺意念、嚴重強迫性儀式行為、時常偷竊）或在社會、職業中有一嚴重損害（無朋友、不能維持一職業）。
- 40—31 已造成現實測試有些傷害（說話開始不合邏輯、難了解及不對題）或在工作領域、社會功能中造成嚴重損害（無法工作、忽視家庭、逃避人群、會毆打家庭成員）。
- 30—21 行為受妄想或幻覺相當影響，或溝通或判斷力嚴重損害（有時言語語無倫次、行為整體而言不合時宜、專注於自殺念頭）或幾乎所有領域功能喪失（整日呆在床上，無家庭或無朋友）。
- 20—11 從此指數以下稱為「監獄指數」，有些傷害自己或他人的危險（如無明確死亡期待的自殺念頭、時常暴力、躁狂式興奮）有時不能維持個人最低衛生（如亂塗糞便）或溝通總體損害（大多數以語無倫次或沉沒不語）。
- 10—1  有嚴重傷害自己或他人的危險（一再出現暴力）以及個人完全無法維持最低衛生，或明確期待死亡的嚴重自殺念頭。
- 0      資訊不足。通常得到該分數最主要為流浪漢或是無法聯繫家屬之病患。

由於GAF指數只是評斷其嚴重性而非評估其整體功能性，因而其意義性遭受質疑，故DSM-5不再使用GAF指數。DSM的內容被一群旨在創造一組可重覆且有意義的診斷的專家決定。雖然此些命名原先的目標是強化研究以增進診療，這些命名如今廣泛地被臨床醫師及保險公司採用。

## DSM-IV-TR 分類
DSM-IV-TR將精神障碍分成以下17類：
- 通常初診斷於婴儿期、儿童期或青春期的障碍（Disorders usually first diagnosed in infancy, childhood, or adolescence）
- 譫妄、痴呆、失憶性病症及其他認知能力有關的障碍（Delirium, Dementia, and Amnestic and other Cognitive Disorders）
- 一般性醫學狀況造成的精神障碍（Mental disorders due to a general medical condition not elsewhere classified）
- 藥物有關的障碍（Substance-related disorders）
- 精神分裂及其他精神性障碍（Schizophrenia and other psychotic disorders）
- 情緒性障碍（Mood disorders）
- 焦慮性障碍（Anxiety disorders）
- 身體型障碍（Somatoform disorders）
- 做作性障碍（Factitious disorder）
- 解離性人格障碍（Dissociative disorders）
- 性及性別認同障碍（Sexual and gender identity disorder）
- 飲食性障碍（Eating disorder）
- 睡眠障碍（Sleep disorders）
- 尚未分類之衝動控制障碍（Impulse-control disorders not elsewhere classified）
- 適應性障碍（Adjustment disorders）
- 人格障碍（Personality disorders）
- 其他需要臨床判斷的精神障碍 （Other conditions that may be a focus of clinical attention）

## 限制
DSM系統過去太過依賴「類別診斷」（categorical），而導致很難建構出患者整體特質，甚至可能得到的是一堆共病性之重複診斷，因而如何替補DSM的類別診斷之缺陷時常被探討，如發展出DSM-IV之結構式診斷晤談量表（Structured Clinical Interview for DSM Disorders，簡稱SCID）以透過封閉性結構化晤談導向進行更精確的診斷。除此之外，許多從DSM衍申出來之心理病理學之量表如明尼蘇達多重人格量表（Minnesota Multiphasic Personality Inventory，簡稱MMPI）、貝克憂鬱量表（Beck Depression Inventory，簡稱BDI）亦嘗試建構出患者的人格特質。而嘗試和DSM進行互補之診斷及評估系統也被探討出來，如David B. Peterson（2010）便針對DSM以及ICF的互補性提出探討。
過去也有「電腦人工診斷」的探討，亦即使用電腦協助更精確地確診或是排除精神疾患，然而考量生活情境上電腦的診斷正確率未必比人工更好，除非有一個更好的構念效度可以提供電腦足夠的資訊做判斷，然而有可能的是病患因為共病性的因素而得到比人工更多的診斷。

## 批評
自從DSM-III的多軸向系統發展以來，在於序言中不斷地提及「特異性」（specify），並且強調互斥原則，然而許多疾病往往是共病性的。台灣精神科教授沈武典在其著作《臨床精神藥物學》多次改版中不斷強調憂鬱症以及焦慮症是不可分開的，尤其隨著精神藥物學的實證研究，發現大部分的抗憂鬱劑從早期三環抗憂鬱劑、選擇性5-羥色胺再吸收抑制劑、甚至最新抗精神病藥如Aripiprazole等藥物研究發現上述抗憂鬱症藥物都有抗焦慮效果，而往往憂鬱症的前驅症狀也是呈現焦慮症狀的表現。某些過多的分類可以透過相同的心理治療或是藥物治療而達到治癒效果，使得一些疾患診斷分類略牽強。
雖然這本手冊受到心理學家與精神病學家的廣泛接受，但是所列出的精神疾病列表也備受其它相關衛生人員爭議，而過去編制中包含政客、婦女團體、社會運動、宗教學者要求納入或排除某些診斷；其中最有名的就是，在手冊第二版（DSM-II）第六次付印前，同性戀被列為精神疾病的一種，但從20世紀中期開始，大量的研究反轉了「同性戀是病」的觀念，作為科學的專業組織，美國精神醫學會（APA）注意到，越來越多有效的科學證據支持同性戀不是病這一論斷，於是APA將同性戀的診斷于1973年去除，僅保留「自我感到痛苦的同性戀者」（ego-dystonic homosexuality）。到了1987年，也就是DSM的第三版修訂版（DSM-III-R），ego-dystonic homosexuality這個診斷也被正式移除，這標志著DSM對於同性戀三十多年來的看法的徹底改變。
APA當時移除同性戀診斷的過程，是APA的命名委員會（Nomenclature Committee）蒐集分析大量科學證據後做出的提案，此提案先經過了APA各個委員會及數個審議機構的審查後通過、再交由APA的理監事會於1973年12月做出最後同意的決定。雖然一切是經由正規而嚴謹的過程來完成，但當年的精神分析社群中有一些精神科醫師對於APA理監事會的決定感到不滿、極力抗議，因此最後要求APA舉行全部會員的公投，最後在超過一萬名APA會員的投票下，過半數的會員贊同理監事會的決議。因此同性戀去病化的歷程才終於塵埃落定。
除此之外，Peterson（2004）著作之《變態心理學》描述女性主義治療法幾乎反對DSM-IV的功能，並且認為這是白人醫師建構出來的產物，她們發現DSM-IV裡面有許多疾病記載女性發病率高於男性，而認為這是社會建構下的疾病，如邊緣性人格疾患、自戀型人格疾患、以及表演型人格障碍被診斷為女性的機率往往高於男性，甚至在DSM-IV本文裡也記載邊緣性人格疾患被診斷為女性高達75%。然而針對實證性研究且高信度的经前综合征以及產後憂鬱症亦屢次遭女性團體阻止。而許多「變態心理學」的教科書本亦指出，某些精神違常的診斷容易被人們對性別角色的期待所影響。也就是說，在診斷的判準提及性別的情況下，臨床醫師可能會以不同的方式來診斷女人與男人的行為，如Garb（1997）年認為，對於社會性攻擊行為而被確診為人格疾患中，男性較容易被診斷為反社会型人格障碍而女性則較容易被診斷為邊緣性人格疾患。

## 爭議
根據Healy D（2006）的《心理疾病與精神療法》雜誌上的調查報告，多數參與編撰手冊的專家與一些藥品製造商有著千絲萬縷的“曖昧”關係。在170名參與編撰1994年版《精神疾病診斷統計手冊》的專家中，有56％的人在1989－2004年間與至少一家制藥商有財務往來。並且這種財務關係花樣繁多，包括演講諮詢費、擁有公司股份、饋贈禮品、資助旅遊和研究。調查說，“這種令人生疑的關係在診斷領域的專家身上更為明顯，因為他們可以直接開出藥來。”
對此，紐約心理衛生局主任Lloyd I. Sederer（2012）發表聲明，認為這種跟藥廠有關的「陰謀論」是媒體妄自猜測，甚至以為DSM-5的推出是為了因應與藥廠推出新藥有關。他說DSM系統的推出涉及範圍極大，涉及了診斷、治療、保險、補助，而這些程序都需要一套被公認以及標準化的疾病診斷系統。Lloyd I. Sederer（2012）並以DSM-5田野調查為例，雖然DSM-5的參與研究者不能確保完全排除了DSM-III以及DSM-IV的先前研究醫師，但是加入了更多的試驗者以及跨領域研究人員，以確保DSM-5的客觀性和可跨領域溝通性。

## DSM-5 的出版

### 各小組會議成立
由於DSM-IV已經十餘年，隨著時間的進行而資料及診斷方法已不符現實需要而需進行更新，然而DSM-IV-TR僅對些許症狀進行診斷準則調整，而非大篇幅翻修，故DSM-5便開始著重於診斷方法的改善。2004年，美國衛生研究院開始進行初步的研究會議，有65個不同領域的代表團出席，主要是針對DSM的方法學進行初步的討論，鑒於從DSM-III、DSM-III-R版到DSM-IV過度依賴類別診斷及信度，故DSM-IV出版後從此便佇足不前，因而DSM-5希望引進向度診斷，工作小組認為類別診斷可能是最佳診斷方法，然而向度診斷可能可以為治療提供最精確的訊息。工作小組並嘗試使用各種不同的統計方法於同一個疾患的診斷上。向度診斷的優點在於可以反映共病性以及「潛在病狀」（如煩躁不安、睡眠障礙、認知遲緩），然而需和類別診斷進行比例上的權衡考量，因為疾病分類學需建立在一個精神病疾患的假設模型上以及使用適當的統計分析。除此之外各種不同的障礙及疾患小組討論會議紛紛於2004年以後展開，直致2007年才召開各小組整合性會議，並將ICD-10改編為ICD-10-CM以適用於DSM-5。除此之外，DSM-5亦參考ICF的功能性評估、而不僅僅是症狀診斷。最後，DSM-5不再使用羅馬數字，而改用阿拉伯數字。各小組成立時間如下︰
- 研究方法及規劃會議︰2004年2月。
- 人格疾患會議︰2004年12月。
- 物質關連疾患會議︰2005年2月。
- 壓力導向以及恐懼循環性疾患會議︰2005年6月。
- 老年痴呆症會議︰2005年9月。
- 解構型精神病（Deconstructing Psychosis）會議︰2006年2月。
- 強迫症光譜系疾患會議︰2006年6月。
- 關於向度式診斷會議︰2006年7月。
- 精神疾患的身體化表現會議︰2006年9月。
- 兒童外顯型疾患（含注意力缺陷及過動症、品性疾患、對立性反抗疾患、青少年躁鬱症）會議︰2007年2月。
- 憂鬱症及焦慮症的共病症會議︰2007年6月。
- 改變精神科分類對大眾衛生影響會議︰2007年9月。
- 自閉症及廣泛性發展疾患會議︰2008年2月。

### 研究小組負責領域
由於DSM-5嘗試使用跨領域研究方法，因而成立跨領域研究小組總共五組，研究類別分別是︰
- 診斷的光譜性
- 各疾患壽命發展研究
- 性別及跨文化議題
- 精神科/一般性醫學狀況介面連接（interface）
- 障礙評估
- 診斷評估工具

### 工作小組負責領域
工作小組主要是根據DSM-IV為基礎而進行探討，分成13組疾患研究小組。
- 過動症及破壞性疾患
- 焦慮症、強迫症光譜、創傷後壓力症、解離性疾患
- 兒童和青少年疾患
- 飲食疾患
- 情緒疾患
- 神經認知疾患
- 神經發育疾患
- 人格疾患
- 精神病性疾患
- 性及性別認同疾患
- 睡眠覺醒疾患
- 身體型症狀疾患
- 物質關聯疾患

### DSM-5的田野調查及出版
DSM-5的田野調查的總體目標是評估其可行性、臨床實用性、信度、以及診斷準則草案的效度和診斷特異性、以及對DSM-5的交叉測試之建議。從訪問DSM-5網站收到訪客的反饋意見後，工作小組便修改診斷準則草案，並隨著DSM-5研究小組以選擇哪些診斷準則最需要進行田野調查。DSM-5首先先在美國和加拿大進行田野調查，而後對於該診斷類別進行重測信度及分析研究，最後再對DSM-5的新診斷症狀進行跨領域的信度測試。在田野調查中有三篇結果發表於「美國精神醫學雜誌」（American Journal of Psychiatry），內容為23項新編診斷準則中有14項兒童及成人精神疾患被發現具有相當高信度，尤其是過動症、創傷後壓力症候群及暴食症，而在精神疾患的「交叉症狀」測試中亦發現具有不錯的信度。然而有六項診斷信度較低，比如常見的憂鬱症和廣泛性焦慮症，對此負責小組主席 David Kupfer說他們專注於憂鬱症和焦慮症共存的診斷準則；而在美國及加拿大從2010年到2012年底進行再測信度後發現患者罹患憂鬱症及焦慮症在幾個星期內可以產生很大的波動，且兩個獨立的症狀再測信度很低，而有三個診斷信度低到DSM-5編輯小組決定大幅修改或不再列入診斷準則裡。另外，DSM-5雖然探討「網絡成癮症」並且有大量的文獻研究，然而卻未納入正式診斷裡。
最後，DSM-5決定去除從DSM-III發展出來的五軸診斷只保留準則ABCDE，每一項診斷準則都經過各工作小組內部相當多的辯論，包含從方法學、觀念上的演變、診斷類別或向度、以及跨領域研究人員的溝通，以確保DSM-5的多元性及高特異度（Specify）。

## DSM-5項目重編以及診斷準則的改變
DSM-5最著名的診斷方法為去除五軸診斷而只保留診斷準則ABCDE，而各疾病準則改變如亞斯伯格症不再獨立診斷出來，而精神分裂症的各亞型（妄想型、緊張型、混亂型、殘餘型）也都去除，而哀慟反應（bereavement）也可包含於憂鬱症裡面而不再相斥。而性別認同的準則則大幅修改，並且新增加了賭博性疾患（gambling disorder）。
各診斷項目重編如下︰

### 神經發展障礙
- 心智發展遲緩（Mental Retardation）改名為「智能不足」（intellectual disability ）或「智能發展障礙症」（intellectual developmental disorder）。
- 語音疾患（Phonological disorder）和口吃已經改名為「溝通性疾患」（communication disorders ），該疾患包含「語言性疾患」、「說話性語音疾患」（speech sound disorder）、「兒童期發病的流暢性疾患」（childhood-onset fluency disorder）、以及社會性溝通疾患（Social communication disorder，其特點為社會語意以及非語意性的溝通損傷）。
- 自閉症光譜疾患已經合併亞斯伯格症候群疾患、童年瓦解性疾患、以及其它未註明之廣泛性發展疾患。

### 思覺失調症光譜以及其它精神病性疾患
- 刪除所有的精神分裂症亞型（妄想型，混亂型，緊張型，未分化型，殘餘型）。
- 「情感性分裂疾患」至少需要情感性疾患發作且需滿足主要的情感性疾患的準則A之持續發作時間。
- 妄想症準則的改變，並且「共享型妄想症」不再和妄想症區別。妄想指的當不是來自於一般普通經驗時，而是不可信且固著的信念且無法改變，甚至有證據可以駁斥這想法為離奇的。
- 緊張性症狀（原緊張型亞型）在準則中需在12種症狀中滿足至少3項以上。

### 雙相情緒以及相關疾患
- 註記「混合特徵」可適用於第一型及第二型雙極性疾患、以及雙極性疾患NED型（過去稱NOS，其它未註明）及情感性疾患。
- 允許其它特異型雙極性及特殊情境之相關疾患於雙極性疾患。
- 註記焦慮性症狀添加於雙極性疾患及憂鬱性疾患，但並非雙極性疾患診斷準則的一部分。
- 雙相情緒以及相關疾患於大眾文化中常被簡化稱為躁鬱症。

### 憂鬱性疾患
- 「傷慟反應」在DSM-IV裡需排除憂鬱症的準則已在DSM-5裡移除該準則。
- 增加新的疾患為「破壞性情緒失調疾患」（ disruptive mood dysregulation disorder，DMDD），於兒童18歲以前發作。
- 過去在DSM-IV/TR裡的附錄裡「經前不悅症」正式成為一個疾患診斷。
- 註記添加混合性症狀（mixed symptoms）以及同樣適用於焦慮症，且在醫師醫囑下仍有自殺傾向。
- 過去稱為「輕鬱症」的疾患，在DSM-5中稱作「持續性憂鬱症」（persistent depressive disorder）。

### 焦慮性疾患
- 對於恐懼症及焦慮症，DSM-5刪除DSM-IV過去要求的準則︰"18歲以上，且必須認識到，他們的恐懼和焦慮是過分或不合理的。"
- 恐慌發作（Panic attack）在DSM-5中變成正式的疾患而非現象。
- 恐慌症和懼曠症分開成為兩個獨立的診斷。
- 特定類型的恐懼症（Specific types of phobias）變成註記但其內容不變。
- 改變廣泛註記「社交焦慮疾患」（社交畏懼症）以利於註記只有出現「表現型行為問題」（如公眾演講或表演）。
- 分離性焦慮以及選擇性緘默從「初發於早期疾患」（disorders of early onset）移出並歸類於焦慮性疾患。

### 強迫症及相關疾患
- 在該章節新增了四個疾患︰剝皮（excoriation）疾患、囤積症、物質/藥物引起之強迫性疾患、其它醫學條件引起之強迫症及相關疾患。
- 拔毛癖（Trichotillomania）從「其它未分類型衝動控制疾患」移出而列入強迫症。
- 註記「身體畸形疾患」和「囤積症」以說明良好的病識感、不好的病識感、以及缺乏病識感/妄想（如完整卻不真實的信念，強迫症所意識到的信念是「真實」的）。
- 增加「身體畸形疾患」描述重複性的行為、或心理不斷感覺到身體外觀的缺陷之診斷準則。
- 在DSM-IV的焦慮性疾患裡註記"伴隨強迫性症狀"之疾患移出到該章節診斷裡。
- 其它特定的強迫症及相關疾患可包含集中於身體之重複行為疾患（如咬指甲、咬嘴唇、臉頰咀嚼、拔頭髮、撥皮）、強迫性的忌妒/醋意（jealousy），或未註明的強迫性相關疾患。

### 創傷及壓力相關疾患
- 創傷後壓力症候群現在包含在「創傷及壓力相關疾患」並且跟強迫性疾患一樣從「焦慮性疾患」獨立出來，除此之外，除了診斷準則B、C、D外，另外再添加行為上的症狀，如創傷後壓力疾患試圖改變診斷準則；對於6歲以下的診斷準則也獨立出來放在此項目。而個體對於急性壓力症候群或創傷後壓力症候群的壓力源之主觀反應亦改變或取消。
- 這個項目分類主要是暴露於創傷或災難性事件，並強調和焦慮性疾患、強迫性疾患及解離性疾患之間密切的關連。
- 過去有兩個亞型被納入此項目並且形成新的疾患︰「反應性依戀疾患」（ reactive attachment disorder）及「去抑制型社會參與疾患」（disinhibited social engagement disorder）。
- 適應性疾患被移到該分類的壓力-反應症候群項目裡。

新增的疾患包括︰
- 313.89 反應型依戀疾患（Reactive attachment disorder）︰指出生的嬰兒或是孩子於童年早期時雖然被認為能夠形成選擇性依附，然而並沒有從照顧者身上得到舒適、或保護或其他相關養育之依附，且當照顧者提供照顧時無法充分反應回饋（註明若屬︰至少持久至12個月以上）。

註明最近的嚴重性（Specify current severity）︰
- 313.89 去抑制性社會參與障礙（Disinhibited social engagement disorder）︰與相對的陌生孩子比較，該患者表現出過度不適當的行為模式於熟悉環境的和文化上，且已經嚴重違反社會邊界（註明若屬︰至少持久至12個月以上）。
- 309.81 創傷後壓力疾患（Posttraumatic stress disorder）︰在此疾患中另外再分出6歲或更年輕的小孩子。註明是否︰

伴隨解離性症狀
- 自我消失感/去人格化（Depersonalization）
- 去現實化（Derealization）

註明若屬︰伴隨延遲性表達（完整準則為經歷創傷事件後在六個月以內並沒有表現出症狀）
- 308.3 急性壓力疾患
- 適應障礙

註明是否︰
- 309.0 伴隨憂鬱的心情
- 309.24伴隨焦慮
- 309.28伴隨混和焦慮和憂鬱情緒
- 309.3 伴隨行為障礙
- 309.4 伴隨混合情緒和行為障礙
- 309.9 未註明
- 309.89 其它註明之創傷及壓力相關疾患
- 309.9  未註明之創傷及壓力相關疾患

### 解離性疾患
- 自我消失感疾患在DSM-5被改為「去人格化/去真實化疾患」。
- 解離性迷遊症被註解在解離性失憶症裡而不再獨立診斷。
- 新增解離性身分疾患的診斷準則為︰「佔有形式的現象和功能性之神經症狀」且「轉換之身分可以觀察別人或自我陳述」；而準則B亦修飾為「該患者無法回憶每天的事件（不僅限於創傷）」。
- 這些疾患的共同特徵為對患者的主觀經驗、情緒、記憶之正常整合性造成干擾或空隙導致患者的主觀經驗、情緒、記憶產生不連續性。

### 軀體性症狀及相關疾患
- 在DSM-5，該項目已刪除了身體化疾患、慮病症、疼痛疾患及未分化型軀體形式疾患。患有慢性疼痛的患者在DSM-5可能被診斷為「軀體性症狀疾患主要伴隨疼痛」、或「心理因素影響其它醫學性狀況」、或「伴隨適應性障礙」。而軀體化障礙和未分化的軀體形式疾患合併成為軀體性症狀疾患（somatic symptom disorder）。
- 軀體性症狀在DSM-5被定義為「正性症狀」，故儘量減少醫學性狀況無法解釋的疾患，除了轉化症和假孕的狀況。而原來在DSM-IV裡「其它臨床關注的焦點」（DSM-5稱心理因素影響到其它醫療狀況）則被命名到新的精神疾患。
- 轉化症（在DSM-5稱為「功能性神經性症狀疾患」）診斷準則已改變。

### 餵食或飲食疾患
- 反芻疾患及異食癖（pica，指喜歡吃非食物的物品如粉筆、黏土等）的診斷準則改變，且不限於任何年齡的人。
- 嗜食症（binge eating disorder，指患者服用的食物大量超過該餐所需）從DSM-IV-TR的附錄B之「尚待進一步研究」獨立出來成為正式的診斷疾患。
- 神經性暴食症（bulimia nervosa，指患者大量進食然後催吐）和暴飲暴食症（binge eating disorder）診斷需求改變為︰至少6個月內每週兩次以及至少最近3個月內每週都發生。
- 神經性厭食症（anorexia nervosa）準則改變，並且不再有月經失調（menstrual disorder）的要求準則。
- 過去於DSM-IV的「嬰兒及童年時期飲食疾患」（Feeding disorder of infancy or early childhood）被重新命名為「迴避/限制攝取飲食疾患」（avoidant/restrictive food intake disorder），並且擴大其診斷準則。

### 睡眠-覺醒疾患
- "關於其他精神疾患之睡眠疾患、且關於一般性醫學狀況之睡眠疾患"被刪除。
- 原發性失眠疾患（Primary insomnia ）成為失眠疾患（Insomnia disorder），猝睡症（narcolepsy）則獨立於其他嗜睡症（hypersomnolence）。
- 新增三個與呼吸相關的睡眠疾患：中樞性睡眠呼吸中止症（central sleep apnea）、低通氣阻塞性睡眠呼吸中止症（obstructive sleep apnea hypopnea）及與通氣不足相關的睡眠疾患（sleep-related hypoventilation）。
- 晝夜節律睡眠 - 覺醒疾患（Circadian rhythm sleep–wake disorders）擴增到包含後述的睡眠時相症候群：不規則睡眠 - 覺醒型（irregular sleep–wake type）、非24小時睡眠 - 覺醒型（non-24-hour sleep–wake type）；睡眠時差問題（Jet lag）已刪除。
- 快速動眼睡眠行為疾患（Rapid eye movement sleep behavior disorder）及腿不安寧症候群（restless legs syndrome）已從DSM-IV的「其它未註明之睡眠疾患」裡移出而納入每一個睡眠疾患準則裡。

### 性功能障礙
- DSM-5新增與「性之特異性」（sex-specific）之性功能障礙：
- 對於女性，性慾（sexual desire）和性慾喚起障礙（arousal disorders）合併為女性性趣/性慾喚起障礙（female sexual interest/arousal disorder）。
- 性功能障礙（除物質/一般性醫學狀況引起之性功能障礙）現在要求持續時間約6個月及更確切的嚴重程度標準。
- 新增一種診斷：生殖泌尿系統-骨盆腔疼痛/滲透疾患（genito-pelvic pain/penetration disorder），並與DSM-IV的「陰道痙攣和性交疼痛」（vaginismus and dyspareunia）相合併。
- 性厭惡疾患（Sexual aversion disorder）已被刪除。
- 所有的性功能障礙亞型包含只有“終身或後天”及“廣泛或情境型”，並刪除兩個亞型:「由一般性醫學狀況引起之性功能障礙 」及「合併相對於源自心理因素」。

### 性別焦慮/性別煩躁不安
- 在DSM-IV裡面性別認同障礙裡面各診斷子項目大同小異，然而到了DSM-5以後改為性別焦慮（Gender dysphoria）診斷，且各診斷子項目差異均較DSM-IV大。
- 將孩童、青少年及成人分別分開診斷以符合各年齡層發展階段。
- 基於性取向的性別認同障礙之亞型已刪除。
- 改變措辭，如合併準則A及準則B（跨性別鑑定，並厭惡朝著該性別發展）。改變後的準則創造出可以區別孩童、青少年及成人的性別焦慮診斷。該診斷群組從性功能障礙移出並分類進本診斷類別裡。該措辭的變化有一部分是因為使用“障礙”（disorder）的汙名化結果，且目前在性別認同障礙的文獻裡專家時常使用"性別焦慮"來稱呼。這種對孩童的特異性診斷之成立可反映孩童有較少經歷的洞察力、甚至擁有洞察力能表達事件也相當有限。

## 外部連結
- 線上DSM-IV-TR
- DSM IV Made Easy
- http://www.dsm5.org/Pages/Default.aspx （页面存档备份，存于） 線上DSM-5